# Dwór (Kurów)
Dwór – część wsi Kurów w Polsce położona w województwie świętokrzyskim, w powiecie opatowskim, w gminie Lipnik.
W latach 1975–1998 część wsi administracyjnie należała do województwa tarnobrzeskiego.